# Henrik Vorum
Henrik Vorum (født 30. november 1962) er overlæge og klinisk professor ved det sundhedsvidenskabelige fakultet og ved øjenafdelingen på Aalborg Universitetshospital med speciale i øjenlidelser.

## Uddannelse
Henrik Vorum er uddannet kandidat ved Aarhus Universitet i 1994. Han fik ligeledes tildelt sin Ph.d. i 1994 og sin doktorgrad dr.med. i 1999. I 2006 blev han speciallæge i oftalmologi efter en bred uddannelse primært i biokemisk grundforskning sideløbende med uddannelsen i klinik oftalmologi, som hovedsageligt er opnået ved øjenafdelingerne i Århus og Aalborg.

## Karriere
Henrik Vorum har, foruden at være overlæge og professor, drevet sin egen speciallægepraksis i Hjørring med speciale i tårevejs- og øjenlågskirurgi. Fra 2015 til 2016 var han også leder af Klinisk Institut ved Aalborg Universitet og er nu viceinstitutleder. Han har desuden siden 2016 fungeret som koordinerende professor ved Klinik Hoved-Orto. Hertil kommer, at han har fungeret som konstitueret forskningschef ved Aalborg Universitets Hospital fra 2020 til 2021. Han har forsket i identifikation af specifikke proteiner ved brug af massespektroskopi, hvilket er blevet opkaldt efter ham ”Vorum’s silver stain method”. Vorum vandt den eftertragtede medicinske pris, som Bagger-Sørensen Fonden uddeler, i 2012, for at have forenet grundforskning på molekyle-niveau med patientanvendelig klinisk øjenforskning. Desuden modtog han og hans forskningsgruppe i 2018 12,5 mio. kr. fra VELUX FONDEN til øjenforskning med særligt fokus på AMD i et samarbejdsprojekt mellem København og Aarhus Universitet.  

## Publikationer
Henrik Vorum har udgivet over 160 publikationer herunder peer-review artikler. Udvalgte ses nedenfor:
- Cehofski, L. J., Kojima, K., Terao, N., Kitazawa, K., Thineshkumar, S., Grauslund, J., Vorum, H., & Honoré, B. (2020). Aqueous Fibronectin Correlates With Severity of Macular Edema and Visual Acuity in Patients With Branch Retinal Vein Occlusion: A Proteome Study. Investigative Ophthalmology & Visual Science, 61(14), 6. [6]. https://doi.org/10.1167/iovs.61.14.6
- Nissen, T. P. H., Vorum, H., & Aasbjerg, K. (2020). Biologic Therapy and Treatment Options in Diabetic Retinopathy with Diabetic Macular Edema. Current Drug Safety. https://doi.org/10.2174/1574886315666200902154322
- Gade, I. L., Schultz, J. G., Cehofski, L. J., Kjærgaard, B., Severinsen, M. T., Rasmussen, B. S., Vorum, H., Honoré, B., & Kristensen, S. R. (2020). Exhaled breath condensate in acute pulmonary embolism; a porcine study of effect of condensing temperature and feasibility of protein analysis by mass spectrometry. Journal of Breath Research. https://doi.org/10.1088/1752-7163/abd3f2
- Ludvigsen, M., Thorlacius-Ussing, L., Vorum, H., Moyer, M. P., Stender, M. T., Thorlacius-Ussing, O., & Honoré, B. (2020). Proteomic Characterization of Colorectal Cancer Cells versus Normal-Derived Colon Mucosa Cells: Approaching Identification of Novel Diagnostic Protein Biomarkers in Colorectal Cancer. International Journal of Molecular Sciences , 21(10), [3466]. https://doi.org/10.3390/ijms21103466
- Monti, G., Jensen, M. L., Mehmedbasic, A., Jørgensen, M. M., Holm, I. E., Barkholt, P., Zole, E., Vægter, C. B., Vorum, H., Nyengaard, J. R., & Andersen, O. M. (2020). SORLA Expression in Synaptic Plexiform Layers of Mouse Retina. Molecular Neurobiology, 57(7), 3106-3117. https://doi.org/10.1007/s12035-020-01946-x
- Snipsøyr, M. G., Wiggers, H., Ludvigsen, M., Stensballe, A., Vorum, H., Poulsen, S. H., Rasmussen, L. M., Petersen, E., & Honoré, B. (2020). Towards identification of novel putative biomarkers for infective endocarditis by serum proteomic analysis. International Journal of Infectious Diseases, 96, 73-81. https://doi.org/10.1016/j.ijid.2020.02.026
- Vestergaard, N., Cehofski, L. J., Honoré, B., Aasbjerg, K., & Vorum, H. (2019). Animal Models Used to Simulate Retinal Artery Occlusion: A Comprehensive Review. Translational vision science & technology, 8(4), 1-14. [23]. https://doi.org/10.1167/tvst.8.4.23
- Hansen, T. M., Brock, B., Juhl, A., Drewes, A. M., Vorum, H., Andersen, C. U., Jakobsen, P. E., Karmisholt, J., Frøkjær, J. B., & Brock, C. (2019). Brain spectroscopy reveals that N-acetylaspartate is associated to peripheral sensorimotor neuropathy in type 1 diabetes. Journal of Diabetes and its Complications, 33(4), 323-328. https://doi.org/10.1016/j.jdiacomp.2018.12.016
- Christakopoulos, C., Cehofski, L. J., Christensen, S. R., Vorum, H., & Honoré, B. (2019). Proteomics reveals a set of highly enriched proteins in epiretinal membrane compared with inner limiting membrane. Experimental Eye Research, 186, [107722]. https://doi.org/10.1016/j.exer.2019.107722
- Poulsen, E. T., Nielsen, N. S., Scavenius, C., Mogensen, E. H., Risør, M. W., Runager, K., Lukassen, M. V., Rasmussen, C. B., Christiansen, G., Richner, M., Vorum, H., & Enghild, J. J. (2019). The serine protease HtrA1 cleaves misfolded transforming growth factor β-induced protein (TGFBIp) and induces amyloid formation. The Journal of Biological Chemistry, 294(31), 11817-11828. https://doi.org/10.1074/jbc.RA119.009050